# Okrug Brezno
Okrug Brezno (slovački: Okres Brezno) nalazi se u središnjoj Slovačkoj u Banskobistričkom kraju.  U okrugu živi 57 916 stanovnika, dok je gustoća naseljenosti 45,77 stan/km². Ukupna površina okruga je 1265,24 km². Glavni grad okruga Brezno je istoimeni grad Brezno s 19 671 stanovnika.

## Stanovništvo
| Godina:     | 1994.  | 2004.   | 2014.   | 2024.   |
| ----------- | ------ | ------- | ------- | ------- |
| Broj ljudi: | 66 424 | 65 080  | 62 971  | 57 916  |
| Razlika:    |        | −2,02 % | −3,24 % | −8,02 % |

| Godina:     | 2023.  | 2024.   |
| ----------- | ------ | ------- |
| Broj ljudi: | 58 297 | 57 916  |
| Razlika:    |        | −0,65 % |

## Gradovi
- Brezno

## Općine
| - Bacúch - Beňuš - Braväcovo - Bystrá - Čierny Balog - Dolná Lehota - Drábsko - Heľpa - Horná Lehota - Hronec | - Jarabá - Jasenie - Lom nad Rimavicou - Michalová - Mýto pod Ďumbierom - Nemecká - Osrblie - Podbrezová - Pohorelá - Pohronská Polhora | - Polomka - Predajná - Ráztoka - Sihla - Šumiac - Telgárt - Valaská - Vaľkovňa - Závadka nad Hronom |